# Kewaskum
Kewaskum és una població dels Estats Units a l'estat de Wisconsin. Segons el cens del 2000 tenia una població d'habitants.

## Demografia
Segons el cens del 2000, Kewaskum tenia 3.274 habitants, 1.212 habitatges, i 895 famílies. La densitat de població era de 854,1 habitants per km².
Dels 1.212 habitatges en un 37,8% hi vivien nens de menys de 18 anys, en un 59,8% hi vivien parelles casades, en un 10% dones solteres, i en un 26,1% no eren unitats familiars. En el 21,1% dels habitatges hi vivien persones soles el 7,1% de les quals corresponia a persones de 65 anys o més que vivien soles. El nombre mitjà de persones vivint en cada habitatge era de 2,64 i el nombre mitjà de persones que vivien en cada família era de 3,09.
Per edats la població es repartia de la següent manera: un 27,4% tenia menys de 18 anys, un 9,3% entre 18 i 24, un 31,7% entre 25 i 44, un 19,5% de 45 a 60 i un 12% 65 anys o més.
L'edat mediana era de 33 anys. Per cada 100 dones de 18 o més anys hi havia 94,8 homes.
La renda mediana per habitatge era de 49.861 $ i la renda mediana per família de 55.144 $. Els homes tenien una renda mediana de 37.639 $ mentre que les dones 25.806 $. La renda per capita de la població era de 20.509 $. Aproximadament el 4% de les famílies i el 5% de la població estaven per davall del llindar de pobresa.

## Poblacions més properes
El següent diagrama mostra les poblacions més properes.